# 이소라 (모델)
이소라(1969년 11월 4일 ~ )는 대한민국의 모델 겸 CEO이다.
1992년 SBS 제1회 슈퍼모델 선발 대회에서 1위를 차지 하면서 연예계에 데뷔 하였다. 패션업체 '우드리' 의 최고 경영자이다.

## 출연 작품

### 텔레비전 진행
- 1993년 SBS 《주병진쇼》
- 1993년 SBS 《청춘은 아름다워》
- 1994년 SBS 《순간 포착 당신이 특종》
- 1994년~ 1995년 SBS 《청백스튜디오》
- 1995년 SBS 《TV 전파 왕국》
- 1996년 ~ 1999년 SBS 《한밤의 TV연예》
- 2000년 MBC 《이소라의 사랑할까요》
- 2003년 KBS2《연예가중계》
- 1999년 SBS 《체인징 유》
- 2009년 Onstyle 《프로젝트 런웨이 코리아 시즌 1》
- 2010년 Onstyle 《프로젝트 런웨이 코리아 시즌 2》
- 2011년 Onstyle 《프로젝트 런웨이 코리아 시즌 3》
- 2011년 MBC 《댄싱 위드 더 스타》
- 2012년 Onstyle 《프로젝트 런웨이 코리아 시즌 4》
- 2014년 KBS W 《시청률의 제왕》
- 2014년 SBS 《룸메이트》
- 2015년 채널A 《구원의 밥상》

### 라디오 진행
- KBS 제2FM 《이소라의 가요 광장》
- KBS 제2라디오 《이소라의 밤을 잊은 그대에게》

### TV 드라마
- 1996년 MBC 《별》 ... 강사라 역

### CF
- 한국피앤지에프이디 팬틴프로브이
- SK텔레콤
- 현대자동차 그레이스
- 크라운제과 (초코하임, 모카하임, 화이트하임 등)
- 현대약품 미에로화이바
- 유니레버코리아 럭스스킨케어샤워크림
- 로엠

## 같이 보기
- 최진실
- 홍진경
- 최화정
- 김완선
- 엄정화